# San Bernardino Verbano
San Bernardino Verbano là một đô thị ở tỉnh Verbano-Cusio-Ossola trong vùng Piedmont, có cự ly khoảng 120 km về phía đông bắc của Torino và khoảng 2 km về phía tây bắc của Verbania. Tại thời điểm ngày 31 tháng 12 năm 2004, đô thị này có dân số 1.205 người và diện tích là 26,0 km².
Đô thị San Bernardino Verbano có các frazioni (đơn vị cấp dưới, chủ yếu là các làng) Santino, Bieno, và Rovegro.
San Bernardino Verbano giáp các đô thị: Cossogno, Mergozzo, Premosello-Chiovenda, Verbania.